# INTEROBS-program
Az Interkozmosz program keretében Almár Iván volt az egyik javaslattevője a mesterséges holdak nemzetközi összefogással történő észlelésére indított program, az INTEROBS-program (International Observation) – nemzetközi megfigyelés – megalakításának. A program célja, hogy lehetővé tegye a  mesterséges holdak pályaelemeinek és pályaelem-változásainak kiszámítását vizuális észlelésből. Mivel a pályaelem-változásokból meghatározható a légsűrűség a műhold perigeumának környezetében, ezért a program a felsőlégkör-kutatás szolgálatába állt. Az alkalmazott számítás végzéséhez minimum kettő megfigyelési pont adatára van szükség. Egy észlelőműszerrel a bázisállomásról a műhold vonulásának látható teljes ívét 3-5 másodpercenként végzett észleléssel lefedte. A mért értékekből grafikus vagy numerikus interpolációval bármely pillanatban meg lehetett határozni a műhold látszólagos pozícióját.
Az INTEROBS-program elméletét a Bajai Obszervatóriumban dolgozták ki 1961-ben. 1962-1969 között az Interkozmosz-program keretében együtt dolgozó országok megfigyelőállomásaival mintegy 50 000 észlelés gyűlt össz. A technikai eszközök fejlődésével a program helyébe az Atmoszféra-program lépett.
1965. február 21-én három műholdat – Koszmosz–54, Koszmosz–55 és Koszmosz–56 – egyetlen hordozórakétával juttattak pályára. Így több egység pályára állításával lehetővé tették a folyamatos optikai megfigyelést. Az Interkozmosz program keretében a hordozórakéta utolsó fokozatának az – INTEROBS-program keretében összehangolt, folyamatos, geofizikai célú optikai megfigyelését végezték Bulgária, Lengyelország, Magyarország, az NDK, Románia és a Szovjetunió 26 megfigyelőállomásáról.